# ژانگ بینبین
ژانگ بینبین (انگلیسی: Zhang Binbin؛ زادهٔ ۲۳ فوریهٔ ۱۹۸۹) یک تیرانداز اهل جمهوری خلق چین است.
از افتخارات وی می‌توان به کسب مدال نقره تفنگ ۵۰ متر سه وضعیت در بازی‌های المپیک تابستانی ۲۰۱۶ اشاره کرد.